# Liquid Loft
Liquid Loft ist eine international arbeitende Performancegruppe mit Sitz in Wien. Sie wurde 2005 von dem Choreografen Chris Haring, gemeinsam mit der Tänzerin Stephanie Cumming, dem Musiker Andreas Berger und dem Dramaturgen Thomas J. Jelinek gegründet.

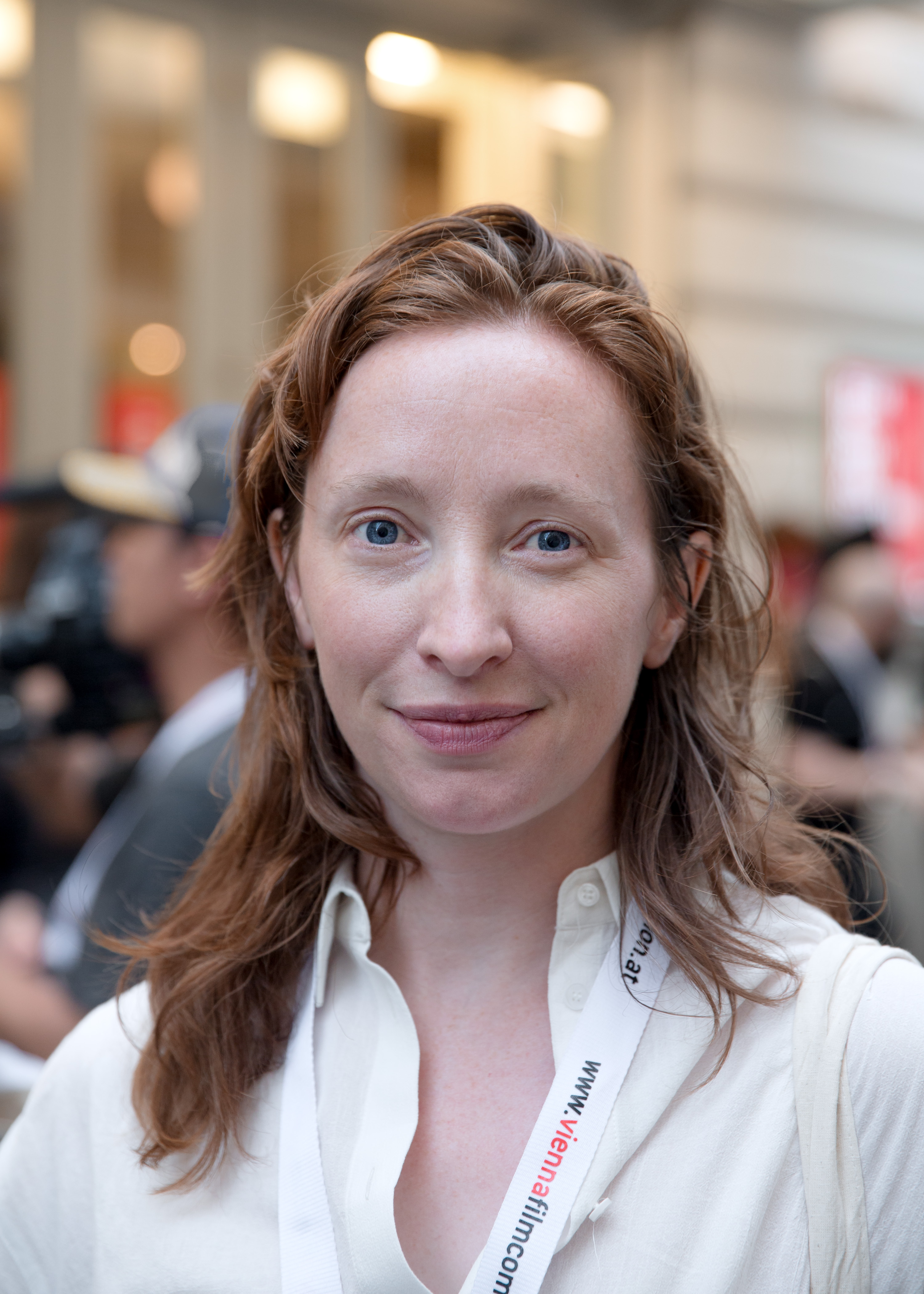
Stephanie Cumming
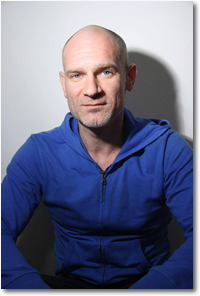
Chris Haring
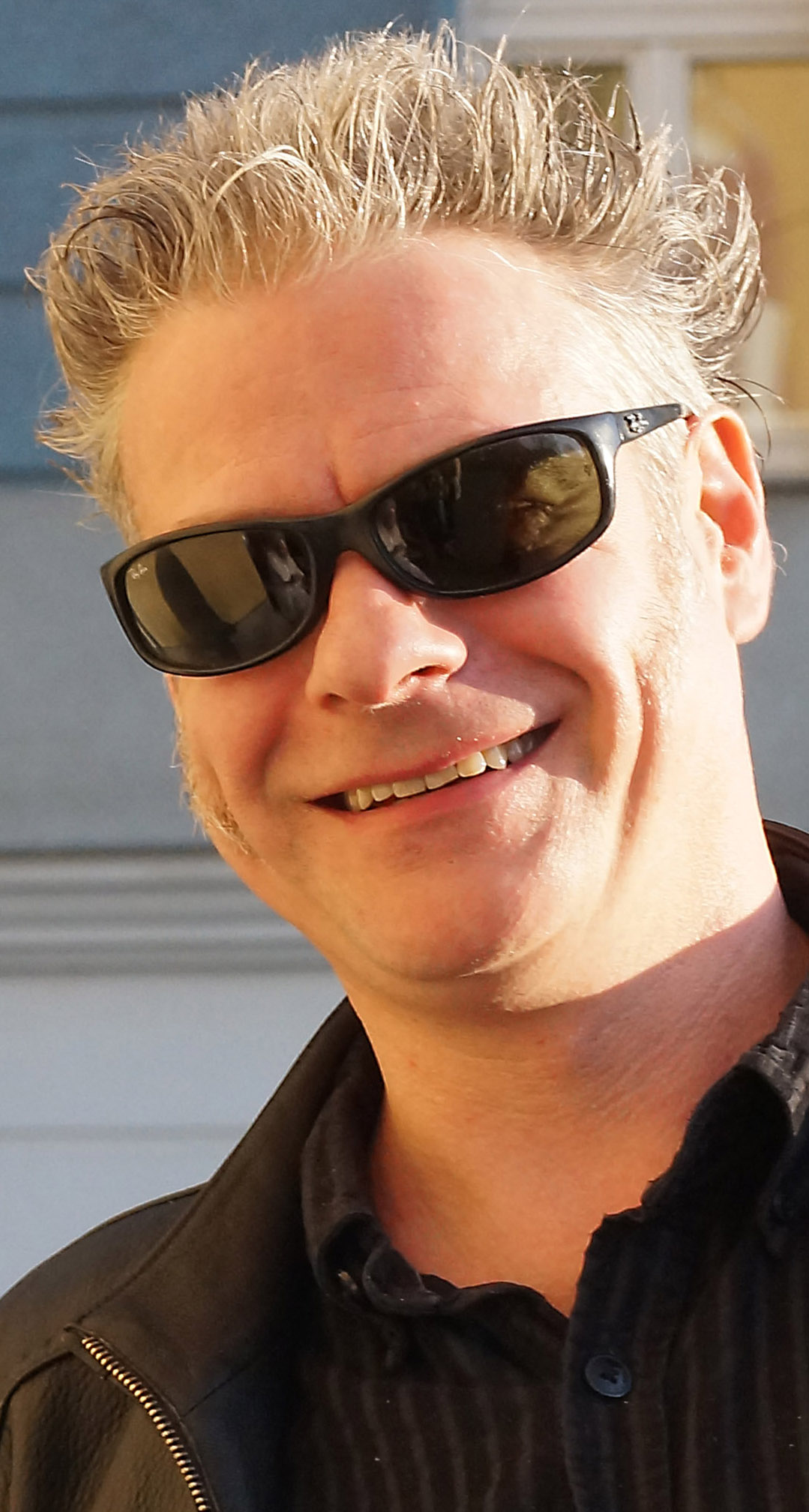
Thomas J. Jelinek

## Performances
Liquid Loft kreiert Bühnenstücke und Installationen an der Schnittstelle von zeitgenössischem Tanz und bildender Kunst.
Dabei ist das Sound-Environment und die Musikkomposition ein fixer Bestandteil im Entstehungsprozess.
2007 erhielt Liquid Loft den Goldenen Löwen für die „Beste Performance“ auf der Biennale di Venezia für das Stück Posing Project B – The Art of Seduction. Eine Inspirationsquelle für die Bühnenstücke ist die Auseinandersetzung mit Science-Fiction-Literatur und Cyborg-Theorie. Die Performances von Liquid Loft reflektieren unter anderem die Veränderung unserer Wahrnehmung und Körper durch visuelle Medien und den alltäglichen Gebrauch von Technik. Die Choreografie verschiebt Perspektiven, isoliert gestische und auch sprachliche Muster aus gewohnten Zusammenhängen und versucht den fremden Blick auf den Körper in die Bewegung zu integrieren. Die eigens kreierten akustischen Environments sollen Denk- und Bewegungsräume für den Tanz schaffen und den Tänzern neue, überraschende Möglichkeiten der Rekombination ihrer Ausgangselemente ermöglichen.
Die Produktionen von Liquid Loft wurden an internationalen Häusern und bei Festivals wie Rencontres Chorégraphiques Saint-Denis, Théâtre national de Chaillot Paris, Impulstanz Vienna International Dance Festival, Tanzquartier Wien, Burgtheater Wien, Southbank Center London, MODAFE Seoul, Künstlerhaus Mousonturm Frankfurt, Julidans Amsterdam, Suzanne Dellal Center Tel Aviv, Trafo Budapest, La Bâtie-Festival de Genève, Biennale di Venezia, The Place London, Tanzhaus NRW Düsseldorf, Biennale de la Danse Lyon, Kampnagel Hamburg, Melkweg Amsterdam, World Expo Zaragoza, Shanghai Dance Festival, Opera de Monte Carlo u. a. gezeigt.

## Choreografien
- Fremdkörper, 2003
- Diese Körper, diese Spielverderber, 2004
- Legal Errorist, 2004
- My Private Bodyshop, 2005
- Kind of Heroes, 2005
- Running Sushi, 2006
- Posing Project A – The Art of Wow, 2007
- Posing Project B – The Art of Seduction, 2007
- Posing Project C – The Art of Garfunkel, 2008
- Wintersonne (World EXPO Zaragoza), 2008
- The China Project & Lovely Liquid Lounge, 2009 (mit Jin Xing Dance Theatre)
- Sacre – The Rite Thing, 2010 (mit Les Ballets de Monte-Carlo)
- Talking Head, 2010
- WELLNESS (The Perfect Garden), 2011
- Mush:Room (The Perfect Garden), 2012
- Deep Dish (The Perfect Garden), 2012
- Shiny, shiny… (Imploding Portraits Inevitable), 2014
- False Colored Eyes (Imploding Portraits Inevitable), 2015
- Candy’s Camouflage (Imploding Portraits Inevitable), 2016
- Foreign Tongues (Foreign Tongues), 2017
- Church of Ignorance (Foreign Tongues), 2018
- Babylon (Slang), 2018
- Models of Reality, 2019
- Stand-Alones (polyphony), 2019
- Blue Moon, You Saw ..., 2020
- Stranger Than Paradise, 2021
- Modern Chimeras, 2022

## Kollaborationen
Zum Werk von Liquid Loft zählen u. a. auch Choreografien für Dialogue Dance Kostroma, RU (Groza, 2012), Phace Ensemble für zeitgenössische Musik Wien & Arturo Fuentes (Grace Note, 2012), Staatstheater Kassel (Lego Love, 2013), Ballett Moskau (Frozen Laugh, 2014), Balletto di Roma (Giselle, 2016) und TANZ LINZ (Schwanensee, 2022). Kollaborationen zu diversen Stücken gab es u. a. mit bildenden Künstlern wie Erwin Wurm (Kind of Heroes), Aldo Giannotti (Posing Project, Wintersonne u. a.) und Günter Brus (Grace Note).
2022 initiierte Liquid Loft gemeinsam mit dem Odeon Theater das Format Living Positions, das erfolgreiche Produktionen der vergangenen Jahre erneut auf die Bühne bringt.

## Installationen
Gemeinsam mit dem bildenden Künstler Michel Blazy entstanden ortsspezifische Installationen zur Serie The Perfect Garden, u. a. im Hof Dietrichsruh Salzburg und im Palmenhaus des Wiener Burggartens. Die Installation Posing Project C – The Art of Garfunkel wurde im Künstlerhaus Wien gezeigt.

## Filme
Die Filmemacherin Mara Mattuschka basierte vier Kurzfilme und einen Spielfilm auf Bühnenarbeiten von Liquid Loft, in Co-Regie mit Chris Haring:
Legal Errorist (2004), Part Time Heroes (2007), Running Sushi (2008), Burning Palace (2009) und Perfect Garden (2010).

## Preise
- 2004: Preis für „Beste Performance“ bei der Biennale de la Dance Lyon, mit Fremdkoerper
- 2007: Goldener Löwe der Biennale in Venedig für „Beste Performance“ mit Posing Project B – The Art of Seduction (mit Liquid Loft)
- 2008: NORMAN, Wand 5, Stuttgarter Filmwinter für Part Time Heroes (mit Mara Mattuschka / Liquid Loft)
- 2008: Bester innovativer Experimental-, Animations und Kurzfilm bei der Diagonale – Festival des österreichischen Films mit Running Sushi (mit Mara Mattuschka / Liquid Loft)
- 2009: Diaphone Award, Cinedans, Amsterdam, für Burning Palace (mit Mara Mattuschka / Liquid Loft)
- 2009: Publikumspreis, Wand 5, Stuttgart für Running Sushi (Mara Mattuschka / Liquid Loft)
- 2009: Preis der Kurzfilmtage Oberhausen, für Burning Palace (mit Mara Mattuschka / Liquid Loft)
- 2010: outstanding artist award – Darstellende Kunst, österreichisches Bundesministerium für Unterricht, Kunst und Kultur für Chris Haring.